# The Inner Circle
The Inner Circle ist das Debütalbum der deutschen Progressive-Rock-Band Dante aus Augsburg. In Eigenregie und ohne Verlag im Jahr 2008 veröffentlicht, ist über Auflagenhöhe und damit über die nationale und internationale Verbreitung des Werkes nichts bekannt.

## Entstehungsgeschichte
Unter dem Eindruck eines gemeinsamen Besuch eines Konzertes der amerikanischen Progressive-Metal-Band Dream Theater beschlossen der Keyboarder Markus Maichel und der Gitarrist Markus Berger 2006 in dessen privatem Tonstudio gemeinsam ein musikalisches Projekt zu starten. Aus diesen Studiosessions entwickelte sich die Progressive-Metal-Band Dante, welche 2008 ihr Debüt „The Inner Circle“ veröffentlichte.
Produktion, Artwork und Werbung wurden von Mitgliedern der Band selbst übernommen.
Es handelt sich bei dem Album um eine sogenannte Eigenproduktion.
Es existieren zwei Coverversionen des Albums, die sich durch eine andere Anmutung des Logos der Band voneinander unterscheiden. Somit hat das Album zwischen 2008 und 2010 wenigstens eine Neuauflage erlebt.
„The Inner Circle“ wurde von Markus Berger und Markus Maichel produziert.

## Stil und Rezeption
Verzerrte Gitarren in Kombination mit stakkatobetontem Riffing rücken das Album „The Inner Circle“ in das Genre des Progressive Metal, die Arrangements der Keyboards, der Vocals und der höhere Anteil ruhiger, akustischer Passagen weisen hingegen eher in das Genre des Progressive Rocks. Die Musik des Albums ist genretypisch komplexer Natur und ist instrumentallastig. Die Songs haben, abgesehen von den beiden auf dem Album vertretenen Balladen, Überlänge.
Musikjournalisten schreiben dem Album gehäuft eine stilistische Nähe zu den Werken der Band Dream Theater zu. Thematisch behandelt das Album in einem lockeren Konzept die Themen Abschied, Verlorenheit und Zweifel aus der Sicht des Individuums.
Der Sänger Dantes, Alexander Göhs, zeichnet für das Artwork des Albums verantwortlich, das mit einem 20-seitigen Booklet aufwartet.
„The Inner Circle“ erhielt international weitgehend wohlwollende Kritiken und brachte Dante den Ruf eines beachtenswerten Newcomers und Geheimtipps innerhalb der Genres Progressive Metal und Progressive Rock ein.
Bemängelt wird zuweilen die bereits erwähnte stilistische Nähe zu den musikalischen Vorbildern der Band auf „The Inner Circle“, die zum Teil als unüberhörbar bezeichnet wurde. Auch das angebliche Fehlen signifikanter musikalischer Innovationen wird in Rezensionen über das Album „The Inner Circle“ öfters thematisiert.

## Titelliste
1. Faded
2. Ghost from the Past
3. For I Am
4. Not Like Myself
5. More or Less a Man
6. The Giving
7. The Taking

## Rezensionen und Quellen
1. Website der Band Dante
2. Review auf Powermetal.de
3. Review auf Progressor.net (englisch)
4. Review des Metalglory Magazins
5. Review auf Hard'n Heavy (italienisch)
6. Review Progressive Area (französisch)
7. Review auf Metal Invader (englisch)
8. Review auf Metal1.info
9. Review auf Gaesteliste.de
10. Review auf Musikzirkus Magazin
11. Review auf metalstorm.net (englisch)
12. Review auf sea of tranquility.com